# Gustave Schlumberger
 Gustave-Léon Schlumberger (født 17. oktober 1844 i Guebwiller, Alsace, død 9. maj 1929 i Paris) var en fransk historiker og arkæolog.
Schlumberger studerede først medicin og deltog i krigen mod Tyskland 1870-71 samt beskæftigede sig, siden han i 1872 erhvervet doktorgrad, med byzantinernes og korstogenes historie og arkæologi. I 1884 blev Schlumberger medlem af Instituttet. Blandt hans mange arbejder må nævnes Les principautés franques du Levant au moyen âge (1877), Numismatique de l'Orient latin (1878; supplement 1882), Sigillographie de l'empire byzantin (1884), Renaud de Châtillon, prince d’Antioche (1898) og Expeditions des Amulgavares 1302-1311 (1902).

## Källor
- Schlumberger, Léon Gustave i Nordisk familjebok (2. udgave, 1916), forfattet af J. Centerwall